# Walter von Brockdorff-Ahlefeldt
Walter Kurt Thilo Graf von Brockdorff-Ahlefeldt (Perleberg, 13 luglio 1887 – Berlino, 9 maggio 1943) è stato un generale tedesco della seconda guerra mondiale e fu tra i fautori dell'operazione Barbarossa.

## Biografia
Apparteneva ad una nobile famiglia di origine tedesca della Danimarca dello Schleswig, proprietari di grandi terreni presso Sønderborg. Nonostante la sua non appartenenza ad una famiglia di tradizioni militari, von Brockdorff si arruolò dopo l'università in un reggimento di fanteria come tenente e partecipò attivamente alla prima guerra mondiale sia sul fronte occidentale che sul fronte orientale, giungendo in soli quattro anni di carriera al grado di tenente colonnello di fanteria e si distinse durante la battaglia di Verdun, ove ricevette la Croce di Ferro di II classe.
Tornato in Germania, fece parte del gruppo della "vecchia" destra tedesca, e partecipò al Putsch di Kapp nel 1920 contro la Repubblica di Weimar e perciò fu condannato da un tribunale a cinque anni di carcere che scontò nella "Prigione Normale" di Amburgo, per poi essere liberato da un'amnistia proclamata da von Hindenburg, dal quale ricevette una lauta pensione.
Visto benevolmente dal nazismo e visto il movimento politico con occhio benevolo, von Brockdorff-Ahlefeld fu tratto in quel gruppo di militari conservatori tedeschi che furono allettati dalle idee di ritorno all'antica grandezza, avendo il cancelliere abolito il trattato di Versailles, pur non condividendo con Hitler l'aspra politica razzista e l'omicidio politico dei generali Ferdinand von Bredow e Kurt von Schleicher nel 1934.
Promosso generale nel 1938, venne nel giugno del 1940 proposto come comandante del XXVIII Corpo d'armata e fu uno dei fautori dell'operazione Barbarossa, dato che, rimasto deluso dal trattato di Versailles, era divenuto alfiere della teoria di guerra di conquista.
Durante il primo inverno in Unione Sovietica (gennaio 1942), al comando del II Corpo d'armata, guidò con abilità, coraggio e strenua energia le forze accerchiate nella sacca di Demjansk; per molti mesi le sue truppe, ammontanti a oltre 96.000 uomini, resistettero ai continui attacchi sovietici, sostennero le crudeli prove del clima e si mantennero efficienti e combattive grazie al continuo e riuscito ponte aereo organizzato dalla Luftwaffe che trasportò all'interno della sacca i rifornimenti sufficienti.
Solo nel maggio 1942 una colonna di soccorso guidata dal capace tenente generale von Seydlitz-Kurzbach riuscì a rompere l'accerchiamento sovietico e a ripristinare un precario contatto con le truppe tedesche nella sacca di Demjansk.
Rimasto malato per molto tempo di una grave malattia cronica, si spense a Berlino il 9 maggio 1943.